# Gebänderter Prachtkärpfling
Der Gebänderte Prachtkärpfling (Aphyosemion bivittatum) ist ein farbschöner Vertreter der Prachtkärpflinge. Seine Heimat liegt in den Gewässern Nigerias und Kameruns.

## Merkmale
Die Tiere erreichen eine Länge von ca. 5 cm; die Männchen fallen durch ihre spitz ausgezogenen After- und Rückenflossen auf.

## Haltung
Der Gebänderte Prachtkärpfling ist zwar ein überwiegend friedlicher Fisch, der gut vergesellschaftet werden kann, zwischen den Männchen der Art kommt es häufig zu ungefährlichen Imponierkämpfen, diese können jedoch in zu kleinen Aquarien zu tödlichen Kämpfen ausarten. Die Haltung mehrerer Männchen in einem Aquarium ist daher nicht ohne Risiko.
Auch für laichreife Weibchen sollten im Aquarium hinreichende Versteckmöglichkeiten vorgesehen sein, da diese von den Männchen mitunter ziemlich rabiat bedrängt werden. Wie alle Prachtkärpflinge gedeihen die Tiere am besten im weichen, leicht saurem Wasser.